# Карасу (Тарбагатайський район)
Карасу́ (каз. Қарасу) — село у складі Тарбагатайського району Східноказахстанської області Казахстану. Адміністративний центр Карасуського сільського округу.
Населення — 914 осіб (2021; 951 у 2009, 1563 у 1999, 1466 у 1989).
Національний склад станом на 1989 рік:
- казахи — 100 %

У радянські часи поряд села існували села Токай та Ферма № 1 совхоза Красуський, які були приєднані до Карасу.